# Odorrana
Odorrana es un género de anfibios anuros de la familia Ranidae. Son ranas asiáticas de torrente y entre ellas se encuentra el único vertebrado no mamífero conocido que es capaz de emitir y percibir ultrasonidos. Poseen un morro puntiagudo que en ocasiones es tan patente que su nombre específico así lo refleja: nasica o nasutus (con nariz, nariguda).
De las 57 especies que componen el género, 44 se encuentran incluidas en la Lista Roja de la UICN. De ellas, 15 se encuentran en alguna de las categorías amenazadas y de 18 no se tienen datos suficientes. Además, el 50% de sus poblaciones se hallan en recesión y del 43% se desconoce la situación de sus poblaciones.

## Distribución
Aparece en arroyos de gran pendiente en Japón, sur de China e Indochina y hacia el oeste, noreste de India, Birmania y Tailandia y hacia el sur, en la península de Malaca, Sumatra y Borneo.

## Sistemática y taxonomía
Fue descrito por primera vez por Liang Fei, Changyuan Ye y Yongzhao Huang en 1990 a partir de un ejemplar de Rana margaretae Liu, 1950.
La sistemática y taxonomía de Odorrana ha tenido una historia tortuosa y confusa. Muchas de las especies de este género se encontraban inicialmente en el género Rana, otras en los géneros Amolops y Huia, con el que se llegó a fusionar, y otras en el género sinónimo Eburana. En 1994, Masafumi Matsui (de la Universidad de Kioto) las separó de este último género, ya que el único carácter de diagnóstico era la falta de pigmentación de los huevos, carácter que comparte con Odorrana.
A principios del siglo XXI, los estudios filogenéticos moleculares establecieron que la confusión en la sistemática se debía a una amplia convergencia evolutiva con Amolops y Huia, que, de hecho, representan líneas evolutivas bien distintas de Ranidae. Esto provocó algunos cambios taxonómicos, especialmente en el género Huia. También se encontró que Odorrana es un pariente muy próximo de Rana, quizá el linaje vivo más cercano, lo que hace dudar de su independencia como género, aunque con los datos que se tienen actualmente su posición es distinta de la de Rana.
Estudios recientes han revelado lo que parecen ser varios grupos de Odorrana, que a veces son considerados subgéneros. Pero se debe tener en cuenta que se ha muestreado el ADN de pocas especies aun y que la convergencia evolutiva es capaz de ocultar las relaciones entre taxones si se atiende a caracteres morfológicos únicamente.
Estos grupos son:
- Un grupo muy bien referenciado y estructurado conteniendo la especie tipo O. margaretae y otras como O. andersonii, O. daorum, O. grahami y O. jingdongensis.
- Un linaje menor pero bien distinto que incluye O. absita, O. khalam y quizás otras. O. hejiangensis y O. schmackeri podrían pertenecer a este grupo o representar otro linaje distinto.
- Un gran grupo, casi un clado, al que pertenecen O. amamiensis, O. banaorum, O. chloronota, O. hosii, O. livida, O. morafkai, O. tiannanensis, O. narina, O. supranarina, O. swinhoana, O. tiannanensis y O. utsunomiyaorum, entre otras. El linaje más específico que abarca O. nasica, O. tormota, O. versabilis y algunas más, también pertenecen a este grupo.
- Un número pequeño de especies, ente las que se encuentran O. bacboensis, O. chapaensis, O. ishikawae y quizá otros que no parecen estar muy próximos a ninguno de los grandes grupos.

### Especies
Se reconocen las siguientes 63 especies:
- Odorrana absita (Stuart & Chan-ard, 2005)
- Odorrana amamiensis (Matsui, 1994)
- Odorrana andersonii (Boulenger, 1882)
- Odorrana anlungensis (Liu & Hu in Hu, Zhao & Liu, 1973)
- Odorrana aureola Stuart, Chuaynkern, Chan-ard & Inger, 2006
- Odorrana bacboensis (Bain, Lathrop, Murphy, Orlov & Ho, 2003)
- Odorrana banaorum (Bain, Lathrop, Murphy, Orlov & Ho, 2003)
- Odorrana bolavensis (Stuart & Bain, 2005)
- Odorrana calciphila Song, Qi, Wang, Liu & Wang, 2025[9]
- Odorrana cangyuanensis (Yang, 2008)
- Odorrana chapaensis (Bourret, 1937)
- Odorrana chloronota (Günther, 1876)
- Odorrana confusa Song, Zhang, Qi, Lyu, Zeng, Zhu, Huang, Luan, Shu, Gong, Liu & Wang, 2023[10]
- Odorrana damingshanensis Chen, Mo, Lin & Qin, 2024[11]
- Odorrana exiliversabilis Li, Ye & Fei in Fei, Ye & Li, 2001
- Odorrana fengkaiensis[12] Wang, Lau, Yang, Chen, Liu, Pang & Liu, 2015
- Odorrana geminata Bain, Stuart, Nguyen, Che & Rao, 2009
- Odorrana gigatympana (Orlov, Ananjeva & Ho, 2006)
- Odorrana grahami (Boulenger, 1917)
- Odorrana graminea (Boulenger, 1900)
- Odorrana hainanensis Fei, Ye & Li, 2001
- Odorrana hejiangensis (Deng & Yu, 1992)
- Odorrana hosii (Boulenger, 1891)
- Odorrana huanggangensis Chen, Zhou & Zheng, 2010
- Odorrana indeprensa (Bain & Stuart, 2006)
- Odorrana ishikawae (Stejneger, 1901)
- Odorrana jingdongensis Fei, Ye & Li, 2001
- Odorrana junlianensis Huang, Fei & Ye in Fei & Ye, 2001
- Odorrana khalam (Stuart, Orlov & Chan-ard, 2005)
- Odorrana kuangwuensis (Liu & Hu in Hu, Zhao & Liu, 1966)
- Odorrana leishanensis Li, Chen, Su, Liu, Tang & Wang, 2024[13]
- Odorrana leporipes (Werner, 1930)
- Odorrana lipuensis[14] Mo, Chen, Wu, Zhang, & Zhou, 2015
- Odorrana livida (Blyth, 1856)
- Odorrana lungshengensis (Liu & Hu, 1962)
- Odorrana macrotympana (Yang, 2008)
- Odorrana margaretae (Liu, 1950)
- Odorrana mawphlangensis (Pillai & Ch&a, 1977)
- Odorrana monjerai (Matsui & Jaafar, 2006)
- Odorrana morafkai (Bain, Lathrop, Murphy, Orlov & Ho, 2003)
- Odorrana mutschmanni[15] Pham, Nguyen, Le, Bonkowski & Ziegler, 2016
- Odorrana nanjiangensis Fei, Ye, Xie & Jiang, 2007
- Odorrana narina (Stejneger, 1901)
- Odorrana nasica (Boulenger, 1903)
- Odorrana nasuta Li, Ye & Fei in Fei, Ye & Li, 2001
- Odorrana orba (Stuart & Bain, 2005)
- Odorrana rotodora (Yang & Rao in Yang, 2008)
- Odorrana sangzhiensis Zhang, Li, Hu & Yang[16]
- Odorrana schmackeri (Boettger, 1892)
- Odorrana sinica (Ahl, 1927)
- Odorrana splendida Kuramoto, Satou, Oumi, Kurabayashi & Sumida, 2011
- Odorrana supranarina (Matsui, 1994)
- Odorrana swinhoana (Boulenger, 1903)
- Odorrana tianmuii[17] Chen, Zhou & Zheng, 2010
- Odorrana tiannanensis (Yang & Li, 1980)
- Odorrana tormota (Wu, 1977)
- Odorrana trankieni (Orlov, Ngat & Ho, 2003)
- Odorrana utsunomiyaorum (Matsui, 1994)
- Odorrana versabilis (Liu & Hu, 1962)
- Odorrana wuchuanensis (Xu in Wu, Xu, Dong, Li & Liu, 1983)
- Odorrana yentuensis Tran, Orlov & Nguyen, 2008
- Odorrana yizhangensis Fei, Ye & Jiang, 2007
- Odorrana zhaoi Li, Lu & Rao, 2008

### Incertae sedis
- Polypedates smaragdinus Blyth, 1852. Considerado sinónimo de Rana livida o nomen dubium en su grupo. Rana livida se considera actualmente sinónimo de Odorrana livida (Blyth, 1856).
- Rana nebulosa Hallowell, 1861. Rana de Hong Kong cuyo holotipo se perdió, se considera nomen dubium.